# Quamvis paternae
Quamvis paternae es una encíclica publicada por el Papa Benedicto XIV el 26 de agosto de 1741.
Tras recordar que en algunas partes del mundo se cometen abusos en la administración de la justicia eclesiástica o que los jueces encargados de ello no son lo suficientemente competentes, Benedicto XIV invita a todos los obispos a poner remedio. Por tanto, han de seguir fielmente la normativa para nombrar administradores de justicia. Asimismo, aunque en el Concilio de Trento se permitía que las diócesis tuvieran cuatro jueces, el Papa abre la posibilidad de que se nombren más en aquellas diócesis que por tamaño así lo requieran. 